# Premi e riconoscimenti delle Mamamoo
Questa è una lista dei premi e delle candidature ricevute dalle Mamamoo, gruppo musicale sudcoreano che debuttò a giugno 2014 sotto la Rainbow Bridge World.

## Premi coreani

### Asia Artists Award
| Anno | Premio                                              | Ricevente | Risultato       |
| ---- | --------------------------------------------------- | --------- | --------------- |
| 2016 | Best Entertainer Award (categoria gruppi femminili) | Mamamoo   | Vincitore/trice |
| 2016 | Popularity Award (music category)                   | Mamamoo   | Candidato/a     |
| 2017 | Best Icon Award (music vategory)                    | Mamamoo   | Vincitore/trice |
| 2017 | Popularity Award (music category)                   | Mamamoo   | Candidato/a     |
| 2018 | Artist of the Year (music category)                 | Mamamoo   | Vincitore/trice |
| 2018 | Best Music Award                                    | Mamamoo   | Vincitore/trice |
| 2018 | Popularity Award (music category)                   | Mamamoo   | Candidato/a     |
| 2019 | Popularity Award (music category)                   | Mamamoo   | In attesa       |
| 2019 | Starnews Popularity Award (gruppi femminili)        | Mamamoo   | In attesa       |

### Gaon Chart Music Award
| Anno | Premio                      | Ricevente               | Risultato       |
| ---- | --------------------------- | ----------------------- | --------------- |
| 2015 | New Artist of the Year      | Mamamoo                 | Vincitore/trice |
| 2017 | Song of the Year (febbraio) | "You're the Best"       | Vincitore/trice |
| 2017 | Song of the Year (febbraio) | "1cm (Taller Than You)" | Candidato/a     |
| 2017 | Song of the Year (novembre) | "Décalcomanie"          | Candidato/a     |
| 2018 | Song of the Year (giugno)   | "Yes I Am"              | Candidato/a     |
| 2019 | Song of the Year (marzo)    | "Starry Night"          | Candidato/a     |
| 2019 | Song of the Year (luglio)   | "Egotistic"             | Candidato/a     |

### Genie Music Award
| Anno | Premio                       | Ricevente      | Risultato       |
| ---- | ---------------------------- | -------------- | --------------- |
| 2018 | Artist of the Year           | Mamamoo        | Candidato/a     |
| 2018 | Female Group Award           | Mamamoo        | Candidato/a     |
| 2018 | Genie Music Popularity Award | Mamamoo        | Candidato/a     |
| 2018 | Dance Track (Female)         | "Starry Night" | Candidato/a     |
| 2018 | Song of the Year             | "Starry Night" | Candidato/a     |
| 2018 | Song of the Year             | "Rainy Season" | Candidato/a     |
| 2018 | Vocal Track (Female)         | "Rainy Season" | Candidato/a     |
| 2019 | Artist of the Year           | Mamamoo        | Candidato/a     |
| 2019 | Female Group Award           | Mamamoo        | Candidato/a     |
| 2019 | Performing Artist (Female)   | Mamamoo        | Candidato/a     |
| 2019 | Vocal Artist                 | Mamamoo        | Vincitore/trice |
| 2019 | Genie Music Popularity Award | Mamamoo        | Candidato/a     |
| 2019 | Global Popularity Award      | Mamamoo        | Candidato/a     |

### Golden Disc Award
| Anno | Premio                          | Ricevente         | Risultato       |
| ---- | ------------------------------- | ----------------- | --------------- |
| 2017 | Digital Daesang                 | "You're the Best" | Candidato/a     |
| 2017 | Digital Bonsang                 | "You're the Best" | Vincitore/trice |
| 2017 | Popularity Award                | Mamamoo           | Candidato/a     |
| 2017 | Asian Choice Popularity Award   | Mamamoo           | Candidato/a     |
| 2018 | Digital Daesang                 | "Yes I Am"        | Candidato/a     |
| 2018 | Genie Popularity Award          | Mamamoo           | Candidato/a     |
| 2018 | Global Popularity Award         | Mamamoo           | Candidato/a     |
| 2019 | Digital Daesang                 | "Starry Night"    | Candidato/a     |
| 2019 | Digital Bonsang                 | "Starry Night"    | Vincitore/trice |
| 2019 | Popularity Award                | Mamamoo           | Candidato/a     |
| 2019 | NetEase Most Popular K-pop Star | Mamamoo           | Candidato/a     |

### Korean Popular Music Award
| Anno | Premio             | Ricevente      | Risultato       |
| ---- | ------------------ | -------------- | --------------- |
| 2018 | Song of the Year   | "Starry Night" | Candidato/a     |
| 2018 | Artist of the Year | Mamamoo        | Candidato/a     |
| 2018 | Bonsang Award      | Mamamoo        | Vincitore/trice |
| 2018 | Popularity Award   | Mamamoo        | Candidato/a     |

### Melon Music Award
| Anno | Premio                   | Ricevente         | Risultato       |
| ---- | ------------------------ | ----------------- | --------------- |
| 2014 | New Artist Award         | Mamamoo           | Candidato/a     |
| 2015 | Best Female Dance        | "Um Oh Ah Yeah"   | Candidato/a     |
| 2016 | Album of the Year        | Melting           | Candidato/a     |
| 2016 | Song of the Year         | "You're the Best" | Candidato/a     |
| 2016 | Best Female Dance        | "You're the Best" | Candidato/a     |
| 2016 | Artist of the Year       | Mamamoo           | Candidato/a     |
| 2016 | Top 10 Artists           | Mamamoo           | Vincitore/trice |
| 2016 | Netizen Popularity Award | Mamamoo           | Candidato/a     |
| 2016 | Kakao Hot Star Award     | Mamamoo           | Candidato/a     |
| 2017 | Top 10 Artists           | Mamamoo           | Candidato/a     |
| 2017 | Netizen Popularity Award | Mamamoo           | Candidato/a     |
| 2017 | Kakao Hot Star Award     | Mamamoo           | Candidato/a     |
| 2017 | Best Female Dance        | "Yes I Am"        | Candidato/a     |
| 2018 | Album of the Year        | Yellow Flower     | Candidato/a     |
| 2018 | Song of the Year         | "Starry Night"    | Candidato/a     |
| 2018 | Best Female Dance        | "Starry Night"    | Candidato/a     |
| 2018 | Artist of the Year       | Mamamoo           | Candidato/a     |
| 2018 | Top 10 Artists           | Mamamoo           | Vincitore/trice |
| 2018 | Netizen Popularity Award | Mamamoo           | Candidato/a     |
| 2018 | Kakao Hot Star Award     | Mamamoo           | Candidato/a     |
| 2019 | Artist of the Year       | Mamamoo           | In attesa       |
| 2019 | Top 10 Artists           | Mamamoo           | Vincitore/trice |
| 2019 | Netizen Popularity Award | Mamamoo           | In attesa       |
| 2019 | Best Female Dance        | "Gogobebe"        | In attesa       |

### Mnet Asian Music Award
| Anno | Premio                                 | Ricevente         | Risultato       |
| ---- | -------------------------------------- | ----------------- | --------------- |
| 2015 | UnionPay Song of the Year              | "Um Oh Ah Yeah"   | Candidato/a     |
| 2015 | Best Vocal Performance Female          | "Um Oh Ah Yeah"   | Candidato/a     |
| 2016 | HotelsCombined Artist of the Year      | Mamamoo           | Candidato/a     |
| 2016 | Best Female Group                      | Mamamoo           | Candidato/a     |
| 2016 | HotelsCombined Song of the Year        | "You're the Best" | Candidato/a     |
| 2016 | Best Vocal Performance Group           | "You're the Best" | Candidato/a     |
| 2017 | Qoo10 Song of the Year                 | "Yes I Am"        | Candidato/a     |
| 2017 | Best Vocal Performance Group           | "Yes I Am"        | Candidato/a     |
| 2017 | Qoo10 Artist of the Year               | Mamamoo           | Candidato/a     |
| 2017 | Best Female Group                      | Mamamoo           | Candidato/a     |
| 2018 | Song of the Year                       | "Starry Night"    | Candidato/a     |
| 2018 | Best Vocal Performance Group           | "Starry Night"    | Candidato/a     |
| 2018 | Artist of the Year                     | Mamamoo           | Candidato/a     |
| 2018 | Worldwide Icon of the Year             | Mamamoo           | Candidato/a     |
| 2018 | Best Female Group                      | Mamamoo           | Candidato/a     |
| 2018 | Worldwide Fans' Choice Top 10          | Mamamoo           | Vincitore/trice |
| 2018 | Favorite Vocal Artist                  | Mamamoo           | Vincitore/trice |
| 2019 | Song of the Year                       | "Gogobebe"        | In attesa       |
| 2019 | Best Vocal Performance Group           | "Gogobebe"        | In attesa       |
| 2019 | Artist of the Year                     | Mamamoo           | In attesa       |
| 2019 | Best Female Group                      | Mamamoo           | In attesa       |
| 2019 | Worldwide Fans' Choice Top 10          | Mamamoo           | In attesa       |
| 2019 | 2019 MAMA Qoo10 Favorite Female Artist | Mamamoo           | In attesa       |

### Seoul Music Award
| Anno | Premio                         | Ricevente  | Risultato       |
| ---- | ------------------------------ | ---------- | --------------- |
| 2015 | Bonsang Award                  | Mamamoo    | Candidato/a     |
| 2015 | New Artist Award               | Mamamoo    | Candidato/a     |
| 2015 | Popularity Award               | Mamamoo    | Candidato/a     |
| 2015 | Hallyu Special Award           | Mamamoo    | Candidato/a     |
| 2016 | Bonsang Award                  | Mamamoo    | Candidato/a     |
| 2016 | Popularity Award               | Mamamoo    | Candidato/a     |
| 2016 | Hallyu Special Award           | Mamamoo    | Candidato/a     |
| 2017 | Daesang Award                  | Mamamoo    | Candidato/a     |
| 2017 | Bonsang Award                  | Mamamoo    | Vincitore/trice |
| 2017 | Popularity Award               | Mamamoo    | Candidato/a     |
| 2017 | Hallyu Special Award           | Mamamoo    | Candidato/a     |
| 2018 | Bonsang Award                  | Mamamoo    | Candidato/a     |
| 2018 | Popularity Award               | Mamamoo    | Candidato/a     |
| 2018 | Hallyu Special Award           | Mamamoo    | Candidato/a     |
| 2018 | Tiktok Dance Performance Award | "Yes I Am" | Vincitore/trice |
| 2019 | Daesang Award                  | Mamamoo    | Candidato/a     |
| 2019 | Bonsang Award                  | Mamamoo    | Vincitore/trice |
| 2019 | Popularity Award               | Mamamoo    | Candidato/a     |
| 2019 | Hallyu Special Award           | Mamamoo    | Candidato/a     |

### Soribada Best K-Music Award
| Anno | Premio                                 | Ricevente | Risultato       |
| ---- | -------------------------------------- | --------- | --------------- |
| 2017 | Daesang Award                          | Mamamoo   | Candidato/a     |
| 2017 | Bonsang Award                          | Mamamoo   | Vincitore/trice |
| 2017 | Popularity Award                       | Mamamoo   | Candidato/a     |
| 2018 | Daesang Award                          | Mamamoo   | Candidato/a     |
| 2018 | Bonsang Award                          | Mamamoo   | Vincitore/trice |
| 2018 | Popularity Award (Female)              | Mamamoo   | Vincitore/trice |
| 2018 | Global Fandom Award                    | Mamamoo   | Candidato/a     |
| 2019 | Live Performance of the Year (Daesang) | Mamamoo   | Vincitore/trice |
| 2019 | Bonsang Award                          | Mamamoo   | Vincitore/trice |
| 2019 | Popularity Award (Female)              | Mamamoo   | Candidato/a     |

### The Fact Music Award
| Anno | Premio                       | Ricevente | Risultato       |
| ---- | ---------------------------- | --------- | --------------- |
| 2019 | Artist of the Year (Bonsang) | Mamamoo   | Vincitore/trice |
| 2019 | Best Performer               | Mamamoo   | Vincitore/trice |

## Premi internazionali

### BreakTudo Awards
| Anno | Premio             | Ricevente | Risultato       |
| ---- | ------------------ | --------- | --------------- |
| 2018 | K-pop Female Group | Mamamoo   | Vincitore/trice |
| 2019 | K-pop Female Group | Mamamoo   | Candidato/a     |

### MTV Europe Music Award
| Anno | Premio          | Ricevente | Risultato   |
| ---- | --------------- | --------- | ----------- |
| 2017 | Best Korean Act | Mamamoo   | Candidato/a |

## Altri premi
| Anno | Evento                                | Premio                                                                 | Ricevente | Risultato       |
| ---- | ------------------------------------- | ---------------------------------------------------------------------- | --------- | --------------- |
| 2014 | Seoul Success Award                   | Rookie of the Year                                                     | Mamamoo   | Vincitore/trice |
| 2016 | Sports DongA Award                    | Trendy Word                                                            | Mamamoo   | Vincitore/trice |
| 2019 | V Live Award                          | Global Partnership Award                                               | Mamamoo   | Vincitore/trice |
| 2019 | V Live Award                          | Artist Top 10                                                          | Mamamoo   | Candidato/a     |
| 2019 | V Live Award                          | Best Channel – 1 million followers                                     | Mamamoo   | Candidato/a     |
| 2019 | V Live Award                          | Global Artist Top 12                                                   | Mamamoo   | Candidato/a     |
| 2019 | Korea Producer Award                  | Performer Awards (Singer category)                                     | Mamamoo   | Vincitore/trice |
| 2019 | Korean Popular Culture and Arts Award | Minister of Culture, Sports and Tourism Commendation (Singer category) | Mamamoo   | Vincitore/trice |